# Ngư lôi MK-54 LHT
MK-54 LHT (Lightweight Hybrid Torpedo: viết tắt LHT) hay Mark 54 MAKO Lightweight Torpedo là loại ngư lôi loại nhẹ chống tàu ngầm được sử dụng bởi Hải quân Hoa Kỳ.

## Sự phát triển

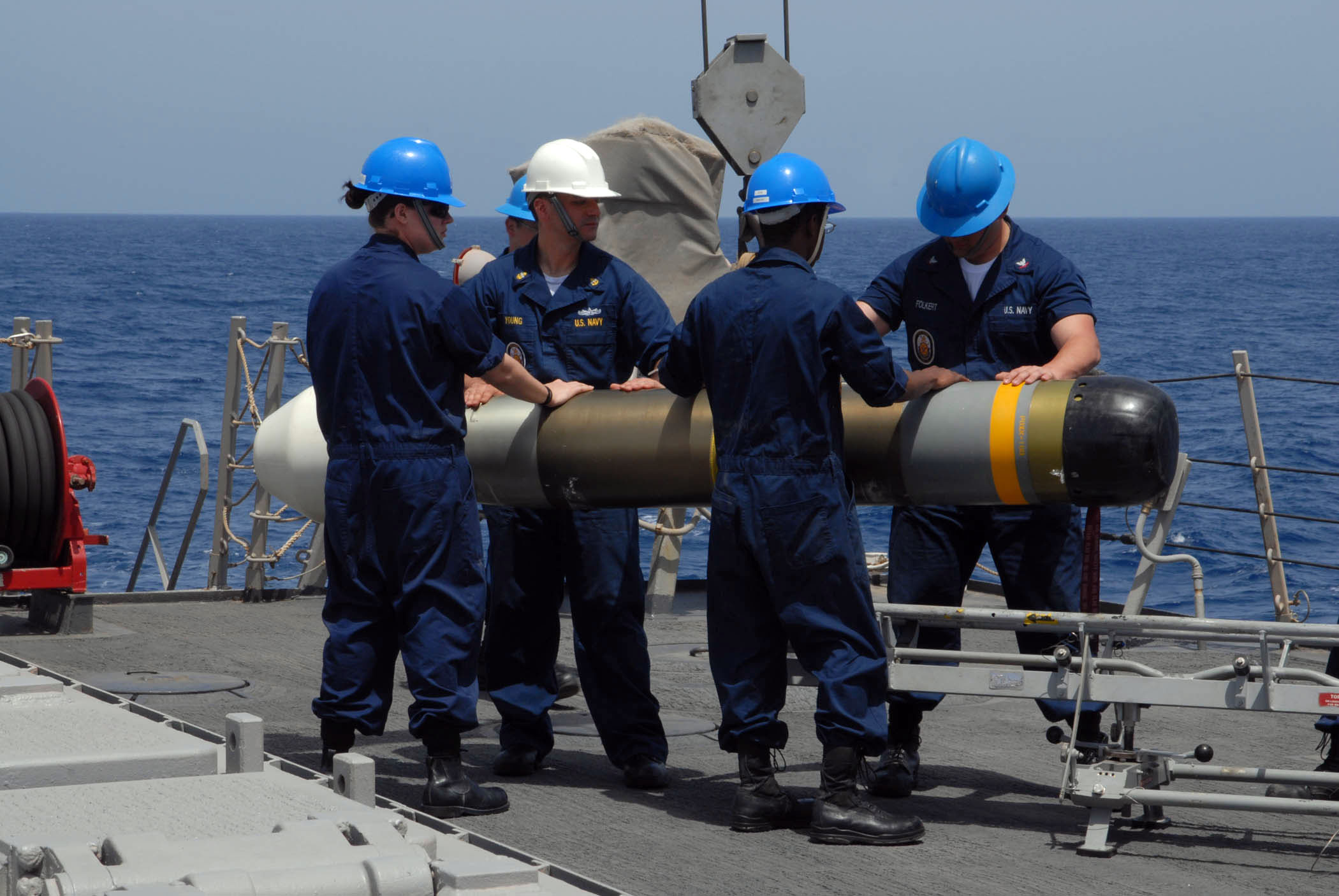
ngư lôi Mark 54 đang được đưa lên tàu USS Ross (DDG-71).

Mk-54 đã được phát triển bởi Hệ thống phòng thủ của hãng Raytheon và Hải quân Hoa Kỳ theo chương trình phát triển ngư lôi loại nhẹ của Hải quân Hoa Kỳ.
Những nghiên cứu về việc phát triển một loại ngư lôi loại nhẹ dùng để chống tàu ngầm đã được Hải quân Hoa Kỳ bắt đầu vào tháng 7 năm 1999. Vào tháng 4 năm 2003, Raytheon đã giành được hợp đồng để sản xuất ngư lôi Mk-54. 
Ngư lôi Mk-50 đã được phát triển để chống lại các tàu ngầm hạt nhân có tốc độ cao như các tàu ngầm thuộc lớp Alfa của Liên Xô. Do đó, việc sử dụng Mk-50 để chống lại các loại tàu ngầm thông thường chuyển động tương đối chậm bị xem là lãng phí.
Loại ngư lôi trước đó Mk-46 được thiết kế cho vùng biển nước sâu, khả năng hạn chế khi sử dụng ở vùng ven biển nơi mà Hải quân Hoa Kỳ đã xác định là các hoạt động trong tương lai.
Mk-54 được tạo ra bằng sự kết hợp của hệ thống dẫn hướng và đầu đạn của ngư lôi Mk-50 với hệ thống đẩy của Mk-46 đã cải tiến đáng kể khả năng sử dụng loại ngư lôi này trong vùng nước nông. Giá thành của nó cũng giảm đáng kể do ứng dụng các công nghệ đã thương mại hoá.

## Đặc điểm[2]
Nhà phát triển: Raytheon
Chiều dài: 106.9 inch (272 cm)
Đường kính: 12.75 inch (324 mm)
Khối lượng: 608 pounds (276 kg)
Tốc độ: 40+ knots (74+ km/h)
Đầu đạn: 96.8 pounds, HE (High-explosive)

## Sử dụng bởi
Hải quân Hoa Kỳ
Hải quân Hoàng gia Úc
Hải quân Ấn Độ(Vào tháng 10 năm 2010, Australia đã đặt mua thêm 200 quả ngư lôi. Vào tháng 6 năm 2011, có thông tin cho rằng Ấn Độ sẽ nhận được 32 ngư lôi hạng nhẹ Mk 54 và các thiết bị, bộ phận, đào tạo và hỗ trợ hậu cần liên quan với chi phí ước tính khoảng 86 triệu đô la thông qua chương trình Bán vũ khí quân sự cho nước ngoài của chính phủ Hoa Kỳ P8I LRMP)
Hải quân Thái Lan